# Pentapedilum tokarageheum
Pentapedilum tokarageheum är en tvåvingeart som beskrevs av Sasa och Suzuki 1995. Pentapedilum tokarageheum ingår i släktet Pentapedilum och familjen fjädermyggor. Inga underarter finns listade i Catalogue of Life.